# Chiniot
Chiniot (urdu: چنیوٹ) – miasto we wschodnim Pakistanie, w prowincji Pendżab, nad rzeką Ćenab. W 2017 roku liczyło 278 747 mieszkańców.
W mieście rozwinął się przemysł papierniczy.